# 太平洋鷗
太平洋鷗 (Larus pacificus) 鸥科，分布在澳洲南部沿海。是澳洲最大的一种鸥。
也在新西兰的奥克兰市海岸可见
太平洋鷗在1802年首次由英國鳥類學家約翰萊瑟姆描述於托馬斯特林繪圖之中，當時記為"Troo-gad-dill"。